# Catedral del Sagrado Corazón (San Ángelo)
La Catedral del Sagrado Corazón (en inglés: Cathedral of the Sacred Heart) es una catedral ubicada en San Angelo, Texas, Estados Unidos. Es la sede de la diócesis de San Ángelo. La prroquia del Sagrado Corazón fue fundada en 1884, y fue nombrado una catedral en 1961. La iglesia actual fue construida en el estilo arquitectónico moderno.
Los sacerdotes católicos habían visitado el área que ahora es San Angelo ya en el siglo XVII. El catolicismo no organizó aquí hasta después de que el Fuerte Concho se estableció en 1867. El Rev. J. Mathurin Pairier comenzó a visitar la zona en 1874. El atendió las necesidades religiosas de los católicos en Fort Concho, hasta que se donó el terreno donde se ubica actualmente la catedral, conocida como "El Bloque Católico", el 22 de septiembre de 1874. Los planes para una iglesia se iniciaron después de que el asiento de condado fue movido a San Angelo en 1882. La iglesia, nombrada en honor de la Inmaculada Concepción, se completó dos años más tarde y Pairier fue nombrado primer pastor residente de la parroquia. La iglesia de piedra albergaba una comunidad parroquial diversa de Mexicanos, Ingleses, irlandeses, y alemanes. 
La diócesis de San Ángelo fue establecida por el Papa Juan XXIII en 1961. Sagrado Corazón fue nombrada la Iglesia Catedral en ese momento. Es la iglesia madre de muchas parroquias católicas en el oeste de Texas. 